# Andy Allo
Andy Allo   (Bamenda, 13 de gener de 1989) és una cantant, compositora, guitarrista i actriu estatunidenca nascuda al Camerun.
És coneguda per les seves aparicions a les sèrie The Game, al talk show Attack of the Show i per la seva actuació musical al show Jimmy Kimmel Live!.
Ha publicat tres àlbums, Unfresh, Superconductor, i Hello, l'últim dels quals es va finançar a través de PledgeMusic.

## Educació i vida primerenca
Nascuda a Bamenda, Regió del Nord-oest, Camerun, va desenvolupar interès per la música de ben petita. La seva mare li va ensenyar a tocar el piano quan tenia set anys. Va assistir a la PNEU school Bamenda, Camerun. És la més jove de cinc germans. Té la doble nacionalitat estatunidenca i camerunesa i es va traslladar amb la seva germana Suzanne a Sacramento l'any 2000, quan tenia onze anys, reunint-se amb els tres altres germans. La seva mare, Sue, nascuda a Califòrnia es va veure forçada a tornar en patir síndrome de fatiga crònica. El seu pare, Andrew Allo, és un ecòleg.
Va començar la seva educació als Estats Units al setè grau a la Arden Middle School de Sacramento, i es va graduar el 2006 de El Camino Fundamental High School Sacramento. Després de l'institut, va estudiar a la American River College al Sacramento County. En aquella època va forma la seva pròpia banda musical, Allo and the Traffic Jam, que actuava a la cantonada dels carrers 22 i J de Sacramento a canvi de propines.

## Carrera
La seva primera actuació en solitari va ser una nit de micròfon obert l'any 2008 al Fox & Goose Public House del centre de Sacramento. L'any 2009, va publicar el seu primer àlbum independent, UnFresh, una col·lecció de 12 cançons originals. El primer senzill de l'àlbum, "Dreamland", comptava amb la participació del raper Blu.
La seva reputació musical la va portar a formar part com a cantant i guitarrista de la banda musical d'en Prince, The New Power Generation, l'any 2011. Va començar a compondre amb en Prince mentre estaven de gira, col·laborant a tres cançons: "Superconductor", "The Calm" i "Long Gone", les quals van aparèixer a l'àlbum de l'Allo, Superconductor.
L'octubre de 2014 va publicar el senzill "Tongue Tied". Hello es va publicar l'abril de 2015 i L'hola va ser alliberada dins abril 2015 i va ser finançat a través de PledgeMusic. L'any 2017 va col·laborar amb en Prince en un projecte de versions anomenat Oui Can Luv.
L'any 2017 va aparèixer a la pel·lícula Pitch Perfect 3 en el paper de Serenity, una membre de la banda anomenada Evermoist, conjuntament amb la Ruby Rose. L'any 2020 va protagonitzar la sèrie d'Amazon Prime Upload, en el paper de Nora Antony.

## Discografia
- UnFresh (2009)
- Superconductor (2012)
- Hello (2015)
- Oui Can Luv (2015)
- One Step Closer (2017)

## Filmografia

### Pel·lícula
| Any  | Títol               | Personatge | Notes |
| ---- | ------------------- | ---------- | ----- |
| 2017 | El to Perfecciona 3 | Serenity   |       |

### Televisió
| Any  | Títol           | Personatge              | Notes                                                                     |
| ---- | --------------- | ----------------------- | ------------------------------------------------------------------------- |
| 2018 | Black Lightning | Zoe B.                  | Episodi: "El Llibre de Conseqüències: Capítol Dos: Blues del Jesús negre" |
| 2020 | Chicago Fire    | Lloctinent Wendy Seager | Temporada 8, Paper recurrent                                              |
| 2020 | Upload          | Nora Antony             | Protagonista                                                              |